# Sœurs albertines servantes des pauvres

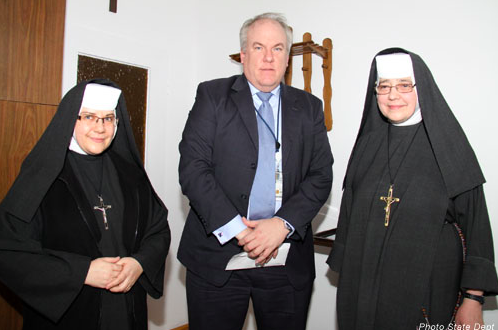

Les Sœurs albertines servantes des pauvres (en latin : Congregatio Sororum Albertinorum Pauperibus Inservientium) sont une congrégation religieuse féminine hospitalière de droit pontifical. 

## Historique
La congrégation est fondée le 15 janvier 1891 à Cracovie par Adam Chmielowski (1845-1916) en religion frère Albert, avec le consentement du cardinal Albin Dunajewski, archevêque de Cracovie : les deux premières religieuses du nouvel institut sont Anna Lubańska et Maria Cunegonda Silukowska.
Le but de la congrégation est d'aider les femmes et les enfants sans-abri ainsi que la population en cas d'épidémie. Le fondateur ne donne pas de règles écrites et l'organisation juridique de l'institut est codifiée par Bernardine Jabłońska (it) (1878-1940), première supérieure générale de la congrégation qui redige les constitutions religieuses en se basant sur la règle de saint François.
L'institut est agrégé aux Frères mineurs capucins le 7 mai 1927 ; il reçoit le décret de louange le 5 septembre 1955 et l'approbation définitive du Saint-Siège le 6 août 1965.

## Activités et diffusion
Les Albertines gèrent des hospices et des cantines pour les sans-abri, des refuges pour enfants et mères célibataires, des cliniques pour les patients en phase terminale et des maisons de repos pour les prêtres âgés.
Elles sont présentes en:
- Europe : Pologne, Italie, Vatican, Russie, Slovaquie, Ukraine.
- Amérique : Argentine, Bolivie, États-Unis.

La maison-mère est à Cracovie.
En 2017, la congrégation comptait 534 religieux dans 68 foyers.